# Баскетбол на літніх Олімпійських іграх 2016
Змагання з баскетболу на літніх Олімпійських іграх 2016 року пройшли в Ріо-де-Жанейро з 6 по 21 серпня. Всі матчі чоловічого турніру та плей-оф жіночого були проведені на Арені Каріока 1, а груповий етап серед жінок на Молодіжній арені. У змаганнях брали участь чоловічі та жіночі національні збірні. Були розіграні 2 комплекти нагород.

## Кваліфікація

### Чоловіки
За правилами Міжнародної федерації баскетболу до змагань на літніх Олімпійських іграх 2016 року між національними чоловічими збірними з баскетболу допускається 12 команд.
| Умови кваліфікації                  | Дата                        | Місце   | Кількість | Країна    |
| ----------------------------------- | --------------------------- | ------- | --------- | --------- |
| Чемпіонат світу з баскетболу 2014   | 31 серпня – 14 вересня 2014 | Іспанія | 1         | США       |
| Країна-господар                     | 9 серпня 2015               | Токіо   | 1         | Бразилія  |
| Океанія                             | 15–18 серпня 2015           | Різні   | 1         | Австралія |
| Афробаскет                          | 19–30 серпня 2015           | Радес   | 1         | Нігерія   |
| ФІБА Америка                        | 31 серпня – 12 вересня 2015 | Мехіко  | 2         | Венесуела |
| ФІБА Америка                        | 31 серпня – 12 вересня 2015 | Мехіко  | 2         | Аргентина |
| Чемпіонат Європи з баскетболу 2015  | 5–20 вересня 2015           | Різні   | 2         | Іспанія   |
| Чемпіонат Європи з баскетболу 2015  | 5–20 вересня 2015           | Різні   | 2         | Литва     |
| ФІБА Азія                           | 23 вересня – 3 жовтня 2015  | Чанша   | 1         | КНР       |
| Олімпійський кваліфікаційний турнір | 4–10 липня 2016             | Белград | 1         | Сербія    |
| Олімпійський кваліфікаційний турнір | 4–10 липня 2016             | Пасай   | 1         | Франція   |
| Олімпійський кваліфікаційний турнір | 4–10 липня 2016             | Турин   | 1         | Хорватія  |
| Разом                               |                             |         | 12        |           |

### Жінки
За правилами Міжнародної федерації баскетболу до змагань на літніх Олімпійських іграх 2016 року між національними жіночими збірними з баскетболу допускається 12 команд.
| Умови кваліфікації                  | Дата                       | Місце     | Кількість | Країна    |
| ----------------------------------- | -------------------------- | --------- | --------- | --------- |
| Чемпіонат світу 2014                | 27 вересня – 5 жовтня 2014 | Туреччина | 1         | США       |
| Жіночий Євробаскет                  | 11–28 червня 2015          | Різні     | 1         | Сербія    |
| Країна-господар                     | 9 серпня 2015              | Токіо     | 1         | Бразилія  |
| ФІБА Америка                        | 9–16 серпня 2015           | Едмонтон  | 1         | Канада    |
| Океанія                             | 15–17 серпня 2015          | Різні     | 1         | Австралія |
| ФІБА Азія                           | 29 серпня – 5 вересня 2015 | Ухань     | 1         | Японія    |
| Афробаскет                          | 24 вересня – 3 жовтня 2015 | Яунде     | 1         | Сенегал   |
| Олімпійський кваліфікаційний турнір | 13–19 червня 2016          | Нант      | 5         | Білорусь  |
| Олімпійський кваліфікаційний турнір | 13–19 червня 2016          | Нант      | 5         | КНР       |
| Олімпійський кваліфікаційний турнір | 13–19 червня 2016          | Нант      | 5         | Франція   |
| Олімпійський кваліфікаційний турнір | 13–19 червня 2016          | Нант      | 5         | Іспанія   |
| Олімпійський кваліфікаційний турнір | 13–19 червня 2016          | Нант      | 5         | Туреччина |
| Разом                               |                            |           | 12        |           |

## Жеребкування
За підсумками жеребкування учасники змагань були поділені на дві групи.

### Чоловіки
Детальніше: Баскетбол на літніх Олімпійських іграх 2016 — чоловічий турнір
| - Франція - США - Венесуела - Сербія - КНР - Австралія | - Аргентина - Іспанія - Бразилія - Литва - Хорватія - Нігерія |

### Жінки
Детальніше: Баскетбол на літніх Олімпійських іграх 2016 — жіночий турнір
| - Франція - Японія - Бразилія - Австралія - Білорусь - Туреччина | - Канада - Іспанія - США - Сенегал - Сербія - КНР |

## Медалі

### Загальний залік
| Місце  | Країна  | Золото | Срібло | Бронза | Загалом |
| ------ | ------- | ------ | ------ | ------ | ------- |
| 1      | США     | 2      | 0      | 0      | 2       |
| 2      | Іспанія | 0      | 1      | 1      | 2       |
| 3      | Сербія  | 0      | 1      | 1      | 2       |
| Всього | Всього  | 2      | 2      | 2      | 6       |

### Медалісти
| Дисципліна          | Золото | Срібло | Бронза |
| ------------------- | --- | --- | --- |
| Чоловіки докладніше | США (USA) Джиммі Батлер Кевін Дюрант Деандре Джордан Кайл Лоурі Гаррісон Барнс ДеМар ДеРозан Кайрі Ірвінг Клей Томпсон Демаркус Казінс Пол Джордж Дреймонд Грін Кармело Ентоні | Сербія (SRB) Мілош Теодосич Марко Сімонович Богдан Богданович Стефан Маркович Никола Калинич Неманья Недович Стефан Бірчевич Мірослав Радульїца Нікола Йокич Владимир Штимац Стефан Йович Мілан Мачван | Іспанія (ESP) Пау Газоль Руді Фернандес Серхіо Родрігес Хуан Карлос Наварро Хосе Кальдерон Феліпе Реєс Віктор Клавер Віллі Ернангомес Алекс Абрінес Серхіо Люль Нікола Міротич Рікі Рубіо         |
| Жінки докладніше    | США (USA) Ліндсі Вейлен Сеймон Огастус Сью Берд Майя Мур Енджел Маккотрі Бріанна Стюарт Таміка Кетчінгс Єлена Делле Донн Даяна Торасі Сільвія Фоулз Тіна Чарлз Бріттні Грінер  | Іспанія (ESP) Летісія Ромеро Лаура Ніколлс Сільвія Домінгес Альба Торренс Лая Палау Марта Шаргай Леонор Родрігес Лусіла Паскуа Анна Крус Лаура Кеведо Лаура Хіль Асту Ндур                             | Сербія (SRB) Міліца Дабович Ана Дабович Соня Петрович Даніель Пейдж Даяна Бутулія Єлена Милованович Невена Йованович Тамара Радочай Саша Чаджо Сара Крнич Драгана Станкович Александра Црвендакич |